# Jacmel (St. Lucia)
Jacmel ist ein Ort im Quarter (Distrikt) Anse La Raye im Westen des Inselstaates St. Lucia in der Karibik. 

## Geographie
Der Ort ist ein östlicher Vorort von Roseau im Tal des Roseau River. Im Umkreis liegen die Siedlungen Morne D’Or, Perou, Morne Ciseaux und Jean Baptiste.
Die Ravine Douce verläuft durch die Siedlung und mündet bald darauf in den Roseau River.

## Klima
Nach dem Köppen-Geiger-System zeichnet sich Jacmel durch ein tropisches Klima mit der Kurzbezeichnung Af aus.